# Мордарка
Мордарка (пол. Mordarka) — село в Польщі, у гміні Ліманова Лімановського повіту Малопольського воєводства.
Населення — 2580 осіб (2011).
У 1975—1998 роках село належало до Новосондецького воєводства.

## Географія
У населеному пункті Сарчин бере початок потік Мордарка, а у населеному пункті Під Котчувка — потік Скрудляк.

## Демографія
Демографічна структура станом на 31 березня 2011 року:
|          | Загалом | Допрацездатний вік | Працездатний вік | Постпрацездатний вік |
| -------- | ------- | ------------------ | ---------------- | -------------------- |
| Чоловіки | 1264    | 318                | 855              | 91                   |
| Жінки    | 1316    | 335                | 756              | 225                  |
| Разом    | 2580    | 653                | 1611             | 316                  |